# 野球クイズ一発逆転
『野球クイズ一発逆転』（やきゅうクイズいっぱつぎゃくてん）は、1980年4月6日から同年9月28日まで東京12チャンネル（現・テレビ東京）で放送されていたクイズ番組である。放送時間は毎週日曜 11:00 - 11:30 （日本標準時）。

## 概要
国民的スポーツである野球をモチーフにしたクイズ番組。進行方式は野球と同じで、問題も野球に関するものが多かった。また、毎回野球評論家をゲストに迎えるなど、徹底して野球に拘っていた。司会は俳優の山内賢が務めていた。
放送開始日には、この番組の後に「ジョギングクイズ」、裏でも「家族対抗!!芸能クイズ」(テレビ朝日）、そして12:00からは、「日本縦断クイズ合戦」（TBS）がそれぞれスタートしこの時間帯で一挙に関東地方では4本のクイズ番組がスタートした。
しかし「野球」をモチーフにしたとはいえルールが後述の通り複雑だったことや裏番組の『スター誕生!』（日本テレビ）、『オーケストラがやって来た』（TBS）に大きく水をあけられて半年で番組は終了した。

## ルール
出場者は、一般からの参加者4人によるチームが2チーム。特に義務づけられてはいなかったが、全員野球のユニフォームを着て出場していた。
番組はまず、オープニングクイズとしてゲストに関する問題を出し、これに正解した方が先攻となった。クイズは4イニングまであり、1 - 3イニング目までが「野球クイズ」、4イニング目は「ホームランクイズ」という構成になっていた。

### 野球クイズ
まず双方の代表1人が中央の解答席の前に立ち、そして「攻撃側」（先攻）の解答者が16枚の出題パネルから1枚指定。クイズは「野球」「スポーツ」「芸能」「一般」と4ジャンルあり、それぞれ「ヒット」「二塁打」「三塁打」「ホームラン」に分かれていた。塁打数が多いほど難易度も高くなるという趣向が凝らされていた。
解答者は、出された問題に対して早押しで答えていた。先に早押しした方が不正解だったら、相手に解答権が移動。そして正解・不正解によって、出塁・アウトカウント・解答者の交代は次のように行われていた。
- 「攻撃側」が正解→ランナーを塁打数だけ進め、「攻撃側」の解答者はそのまま継続。「守備側」の解答者は交代。
- 「守備側」が正解→「守備側」の解答者は継続。「攻撃側」はアウトカウントが1つ増え、解答者は交代。
- 双方とも不正解&スルー→双方とも解答者は交代、「攻撃側」はアウトカウント1。

あとは野球と同じで、ランナーを帰せばその分だけ点数を追加、3アウトで攻守交代。残塁はそのまま相手チームのランナーとなった。

### ホームランクイズ
チームは、司会の山内が出す問題に対して1人ずつリレー形式で答えた。問題は野球に関するもので、かなり難易度が高かった。最初に答えるチームは、合計点の少ない方が先。1人目で正解すると、「満塁ホームラン」で4点獲得、2人目なら「3ランホームラン」で3点獲得、3人目なら「2ランホームラン」で2点獲得、4人目なら「ソロホームラン」で1点獲得となった。4人目でも答えられなければ、全得点が没収されて0点にされた。
こうして最終的に多く点数を獲得したチームが優勝となり、豪華賞品を獲得できた。賞金は1点につき1万円。

## エピソード
榊原郁恵率いる草野球チーム「ラスカルズ」と、野口五郎率いる「ゴローズ」が対戦したことがある。ただし、榊原と野口はスケジュールの都合上本戦には出場せず、別撮り応援というかたちになった。